# Miltos Yerolemou
Miltos Yerolemou (Londra, ...) è un attore britannico.

## Biografia
Figlio di immigrati greco-ciprioti, Miltos Yerolemou è nato e cresciuto a Londra. Dopo aver studiato danza e recitazione, ha iniziato a lavorare in teatro, interpretando spesso ruoli shakespeariani con la Royal Shakespeare Company. Nel 1997 è entrato nel cast regolare della serie televisiva di intrattenimento per bambini Hububb, rimanendovi fino al 2001. Nel 1995 ha esordito al cinema, non accreditato, interpretando un mimo in Il commediante, mentre il suo primo ruolo, seppure minore, è arrivato nel film Middleton's Changeling del 1998. In televisione ha preso parte nello stesso periodo agli adattamenti di Macbeth e Il racconto d'inverno di Shakespeare, oltre che ad alcuni documentari della serie I predatori della preistoria.
Nel 2011 ha interpretato Syrio Forel nella serie televisiva HBO Il Trono di Spade, ruolo per il quale l'attore è maggiormente noto. Yerolemou ha dichiarato che per interpretare il personaggio si è servito delle tecniche di combattimento con la spada apprese con la Royal Shakespeare Company, mentre per l'accento ha messo insieme «un po' di greco, un po' di italiano e un po' di spagnolo, indirizzandoli poi a est verso la Persia» («I used a little Greek, a little Italian and a little Spanish and then pushed it East into Persia»).
Tra le altre serie cui ha preso parte si ricordano Black Books, My Family, M.I. High - Scuola di spie e Wolf Hall. Nel 2013 ha invece dato il volto a Lester Billings nel cortometraggio The Boogeyman, adattamento del racconto di Stephen King Il baubau dalla raccolta A volte ritornano, che è stato presentato al Film Festival del Regno Unito.
Nel 2015 ha interpretato il dottor Mai nel film The Danish Girl di Tom Hooper oltre ad aver partecipato in un ruolo minore a Star Wars - Il risveglio della Forza di J. J. Abrams, come alieno nella taverna di Maz Kanata. Nel 2017 è nel cast di Tulip Fever, diretto da Justin Chadwick, e di Assassinio sull'Orient Express di Kenneth Branagh.

## Filmografia

### Cinema
- Il commediante (Funny Bones), regia di Peter Chelsom (1995)
- Middleton's Changeling, regia di Marcus Thompson (1998)
- The West Wittering Affair, regia di David Scheinmann (2006)
- Finalmente maggiorenni (The Inbetweeners Movie), regia di Ben Palmer (2011)
- The Danish Girl, regia di Tom Hooper (2015)
- Star Wars - Il risveglio della Forza, regia di J. J. Abrams (2015)
- La ragazza dei tulipani (Tulip Fever), regia di Justin Chadwick (2017)
- Assassinio sull'Orient Express (Murder on the Orient Express), regia di Kenneth Branagh (2017)
- DJ, regia di Alek Kort (2018)
- Come ti ammazzo il bodyguard 2 (Hitman's Wife's Bodyguard), regia di Patrick Hughes (2021)
- Back to Black, regia di Sam Taylor-Johnson (2024)

### Televisione
- Shakespeare Shorts: Macbeth - The King Is Dead – miniserie TV, 1 episodio (1996)
- Hububb – serie TV, 50 episodi (1997-2001)
- The Winter's Tale – film TV (1999)
- Neanderthal – documentario TV (2001)
- I predatori della preistoria (Walking with Beasts) – documentario TV (2001)
- Black Books – serie TV, episodio 2x06 (2002)
- My Family – serie TV, episodio 4x11 (2003)
- The Only Boy for Me – film TV (2006)
- Revealed – documentario TV (2008)
- Il Trono di Spade (Game of Thrones) – serie TV, 3 episodi (2011)
- M.I. High - Scuola di spie (M.I. High) – serie TV, episodio 7x05 (2014)
- Walter – film TV (2014)
- Wolf Hall, regia di Peter Kosminsky – miniserie TV, puntata 3 (2015)
- New Blood – serie TV, episodi 1x01-1x02 (2016)
- Marcella – serie TV, episodi 2x01-2x06 (2018)
- The Crown – serie TV, episodio 3x04 (2019)
- Slow Horses – serie TV, episodi 1x01-1x02 (2022)
- Becoming Elizabeth – serie TV, episodio 1x02 (2022)
- Le relazioni pericolose (Dangerous Liaisons) – serie TV, episodi 1x03-1x07 (2022)
- Alex Rider – serie TV, episodio 3x06 (2024)
- Shardlake, regia di Justin Chadwick – miniserie TV, puntata 4 (2024)
- Vikings: Valhalla – serie TV, episodio 3x05 (2024)
- Testament – serie TV, 3 episodi (2025)
- Fondazione (Foundation) – serie TV, episodio 3x01 (2025)

### Cortometraggi
- The Public Benefits (2011)
- The Boogeyman (2013)

## Doppiatori italiani
Nelle versioni in italiano delle opere in cui ha recitato, Miltos Yerolemou è stato doppiato da:
- Vittorio Guerrieri ne Il Trono di Spade
- Riccardo Lombardo in Come ti ammazzo il bodyguard 2 - La moglie del sicario
- Roberto Stocchi in Shardlake